# 南斯拉夫克朗
南斯拉夫克朗是一種在塞尔维亚人、克罗地亚人和斯洛文尼亚人王国短暫流通的貨幣。第一次世界大戰之後，奧匈帝國南部的斯拉夫人地區和塞爾維亞王國共同創建塞尔维亚人、克罗地亚人和斯洛文尼亚人王国，並在1918年11月12日發行南斯拉夫克朗，以取代奧匈帝國克朗。南斯拉夫克朗和塞爾維亞第納爾共同流通，1第納爾=4克朗。南斯拉夫克朗退出流通的日期不明。